# Hibbertia nana
Hibbertia nana är en tvåhjärtbladig växtart som beskrevs av Däniker. Hibbertia nana ingår i släktet Hibbertia och familjen Dilleniaceae. Inga underarter finns listade i Catalogue of Life.